# 王聘 (萬曆進士)
王聘（1578年—？年），字以珍，號見素，河南省南陽府鄧州籍。

## 生平
戊寅五月十二日生，行一，治《易經》，由附生中式甲午鄉試七十七名舉人，年三十二歲中式萬曆三十八年庚戌科會試甲辰會試二百三十名，第三甲第一百六十名進士。刑部觀政，授直隸平山縣知縣，四十一年調真定縣，四十四年陞戶部雲南司主事。

## 家族
曾祖王民；祖王仕昂；父王朝卿，封文林郎真定縣知縣；母張氏（贈孺人）。嚴侍下，妻張氏（封孺人），弟愛；取。子祚隆；祚延；祚恒。